# Jasper Hanebuth

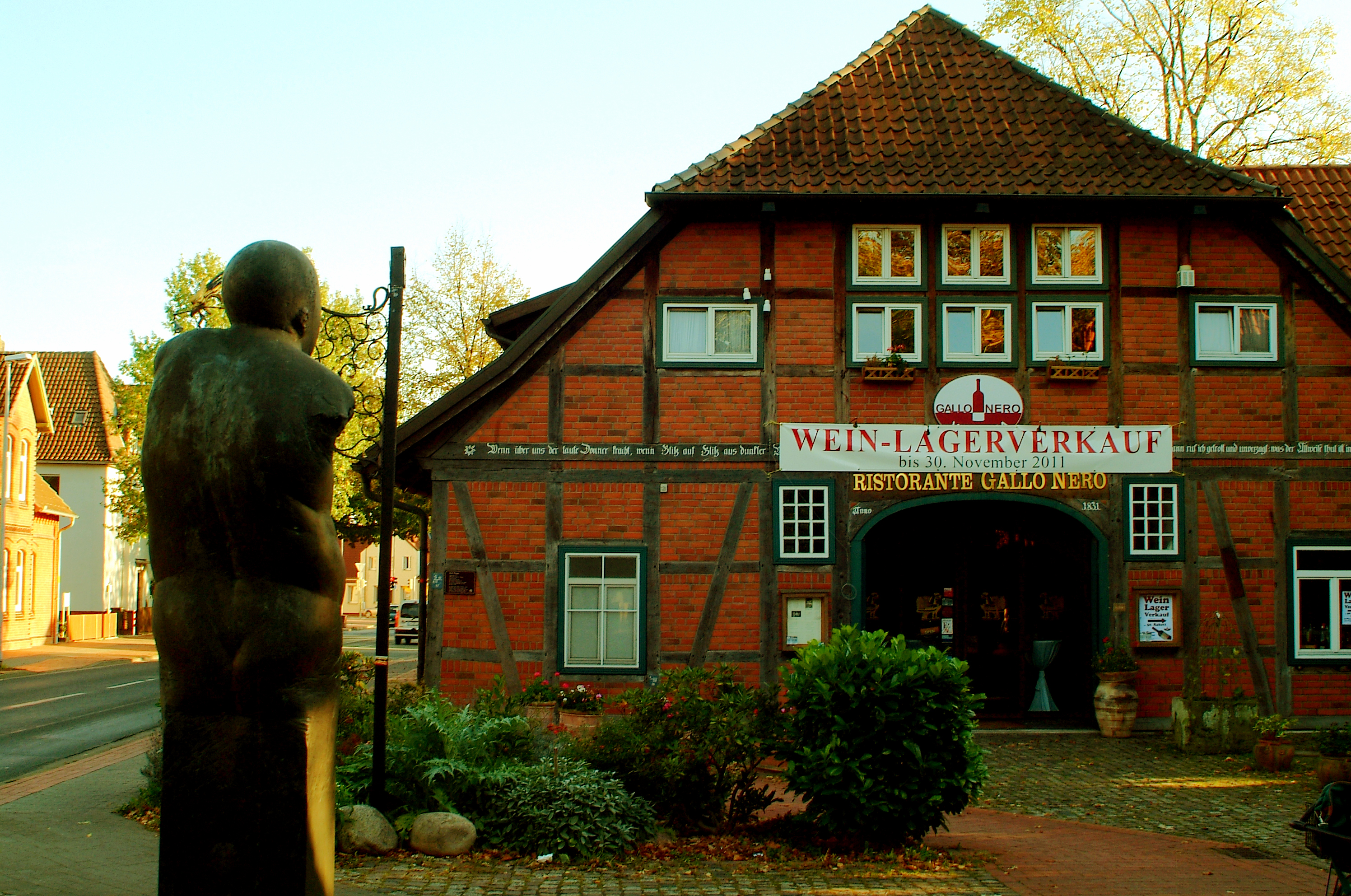
La casa natale di Hanebuth a Groß-Buchholz, davanti alla scultura ribattezzata "L'ultima vittima di Hanebuth".

Jasper Hanebuth (Groß-Buchholz, 1607 – Hannover, 4 febbraio 1653) è stato un serial killer e mercenario tedesco durante la Guerra dei Trent'anni (1618-1648).

## Biografia
Jasper Hanebuth nacque sullo "Hof Pieper", un edificio in legno che sarà ricostruito dopo un uragano nel 1831, ed era figlio di Hans Hanebuth. Hanebuth divenne un mercenario al servizio della Svezia durante la Guerra dei Trent'anni e acquisì la cittadinanza della città di Hannover, ma la perse presto perché non ripagava le tasse arretrate.
In seguito diventò un bandito attivo principalmente nell'Eilenriede, una foresta vicino all'odierno Zoo di Hannover, effettuando talvolta le sue incursioni con dei complici, tra cui Caspar Reusche e Hänschen von Rode, discendenti di una vecchia famiglia patrizia di Hannover. Spesso sparava alle sue vittime da lontano, senza sapere se portavano denaro con sé.
In seguito, Hanebuth venne assoldato come commerciante di cavalli fino a quando fu denunciato per un furto di cavalli e arrestato il 14 novembre 1652, confessando di aver commesso 10 furti e 19 omicidi. Nonostante le ripetute minacce di tortura, le sue confessioni e ammissioni di colpevolezza sollevarono dubbi. Ma dopo pochi mesi di carcere, venne condannato a morte alla ruota il 3 o 4 febbraio 1653 a Steintor, Hannover. La sentenza fu eseguita davanti a un cancello in pietra il 4 febbraio 1653.

## Galleria d'immagini

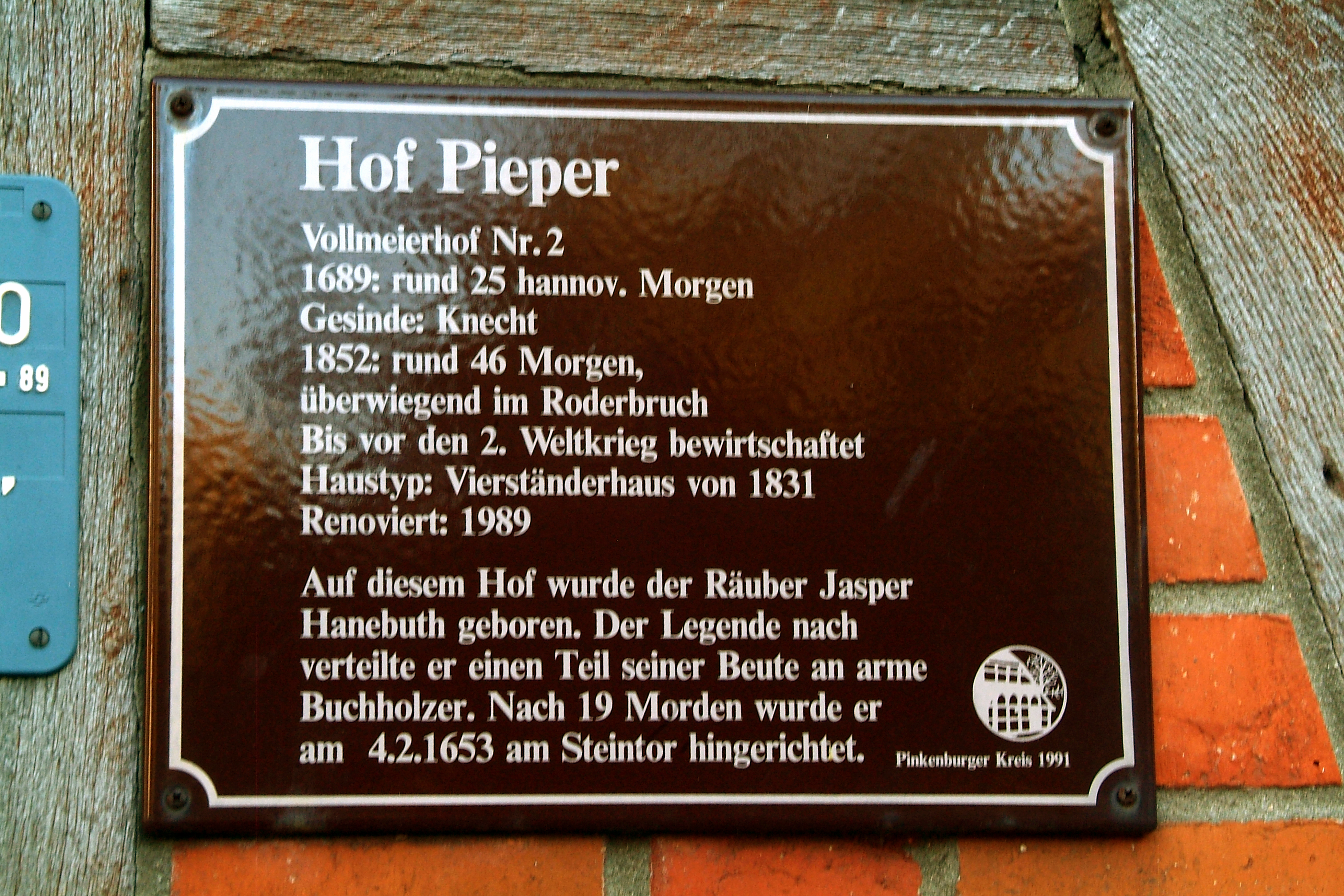
Targa commemorativa a Hof Pieper, luogo di nascita di Hanebuth.
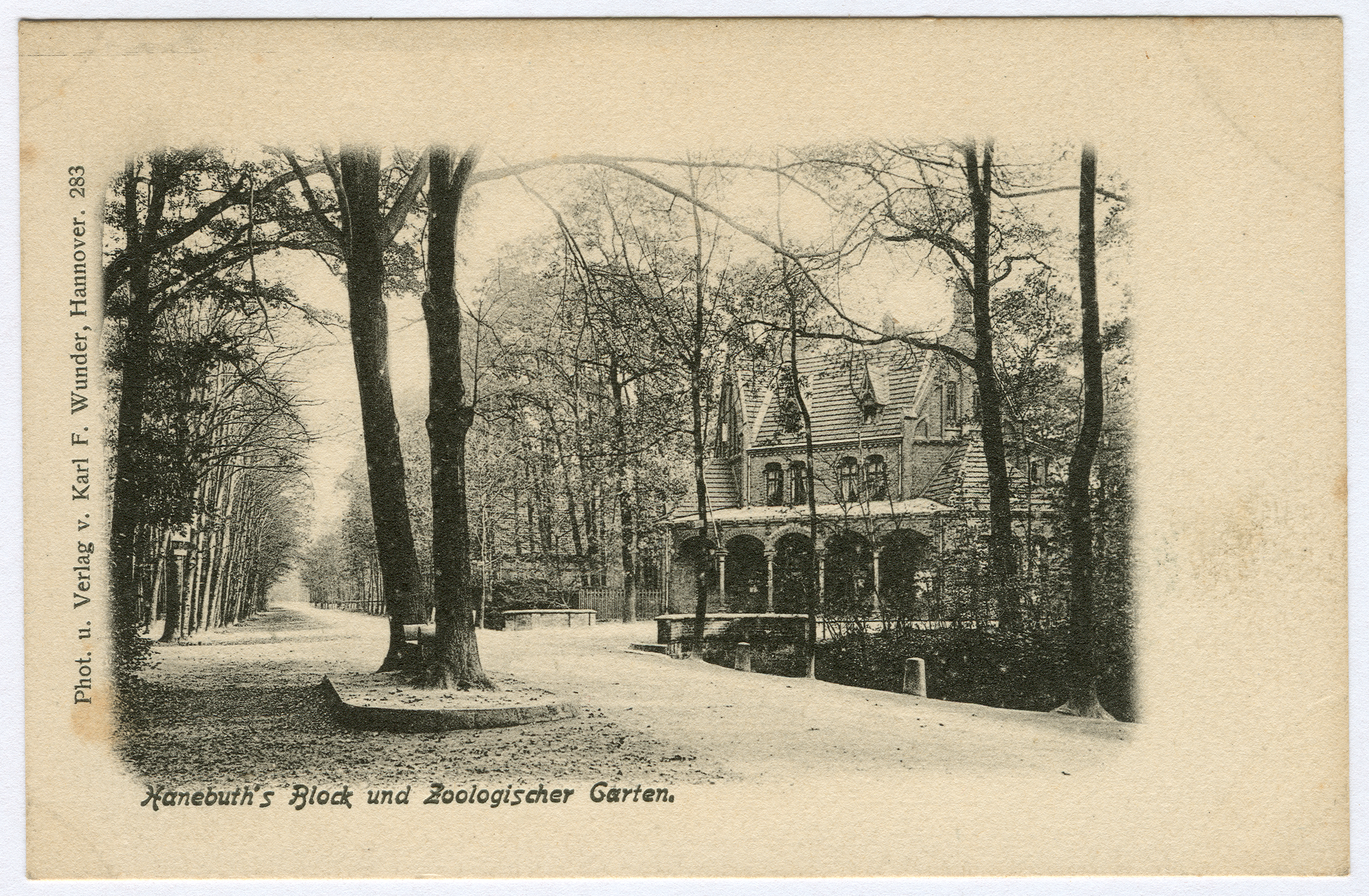
Il "Blocco di Hanebuth" al Giardino Zoologico. Cartolina nº "283" (1898) di Karl F. Wunder.
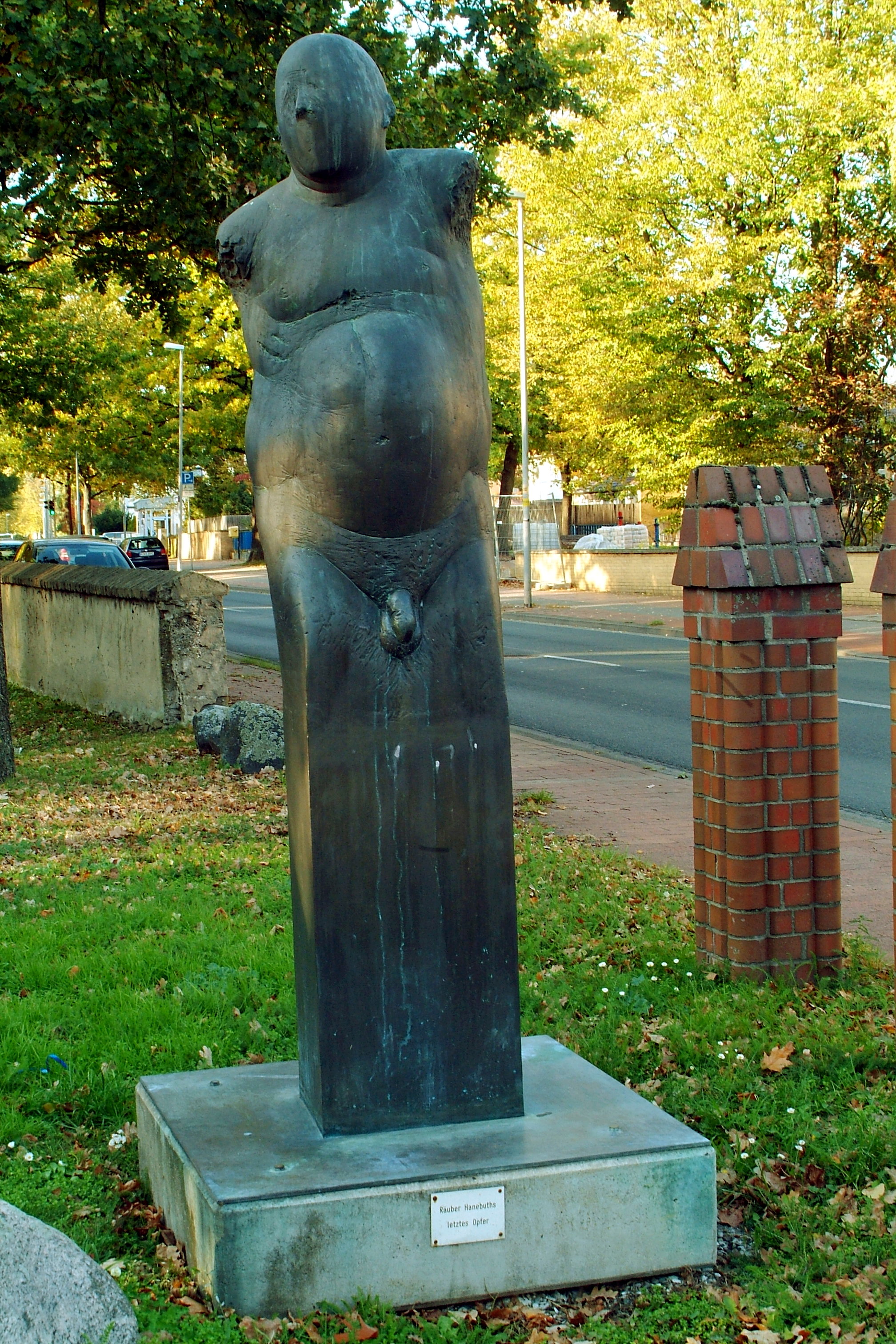
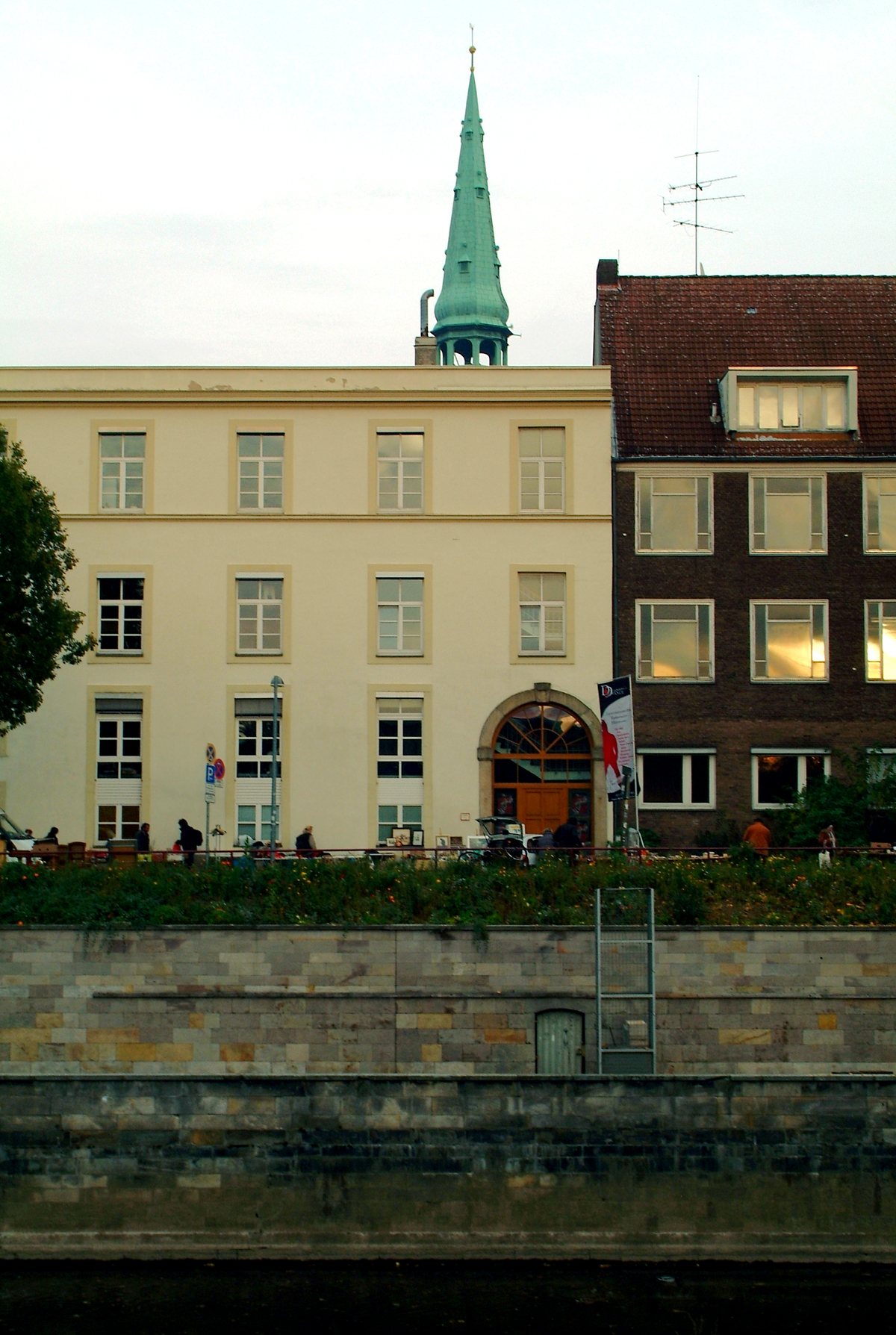
L'ingresso della banda di Hanebuth con il portale del Königlichen Hofmarstall e la Kreuzkirche.
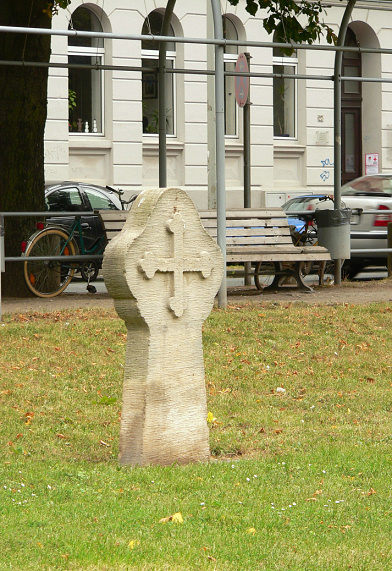
Croce bianca al Lister Meile.